# Thagria paraloae
Thagria paraloae är en insektsart som beskrevs av Nielson 1980. Thagria paraloae ingår i släktet Thagria och familjen dvärgstritar. Inga underarter finns listade i Catalogue of Life.